# Гошинце
Гошинце (мкд. Гошинце) је насеље у Северној Македонији, у северном делу државе. Гошинце припада општини Липково.

## Географија
Гошинце је смештено у северном делу Северне Македоније. Од најближег већег града, Куманова, насеље је удаљено 30 km западно.
Насеље Гошинце је у североисточном делу историјске области Црногорје. Насеље је положено високо, изнад долине Липковске реке, у горњем делу тока, на висијама средишње Скопске Црне Горе. У најнижем делу атара села образовано је Липковско језеро. Надморска висина насеља је приближно 970 метара.
Месна клима је планинска због знатне надморске висине.

## Становништво
Гошинце је према последњем попису из 2002. године имало 424 становника. 
Претежно становништво у насељу су били Албанци (99%).
Већинска вероисповест било је ислам.